# Wadi al-Gimal–Hamata

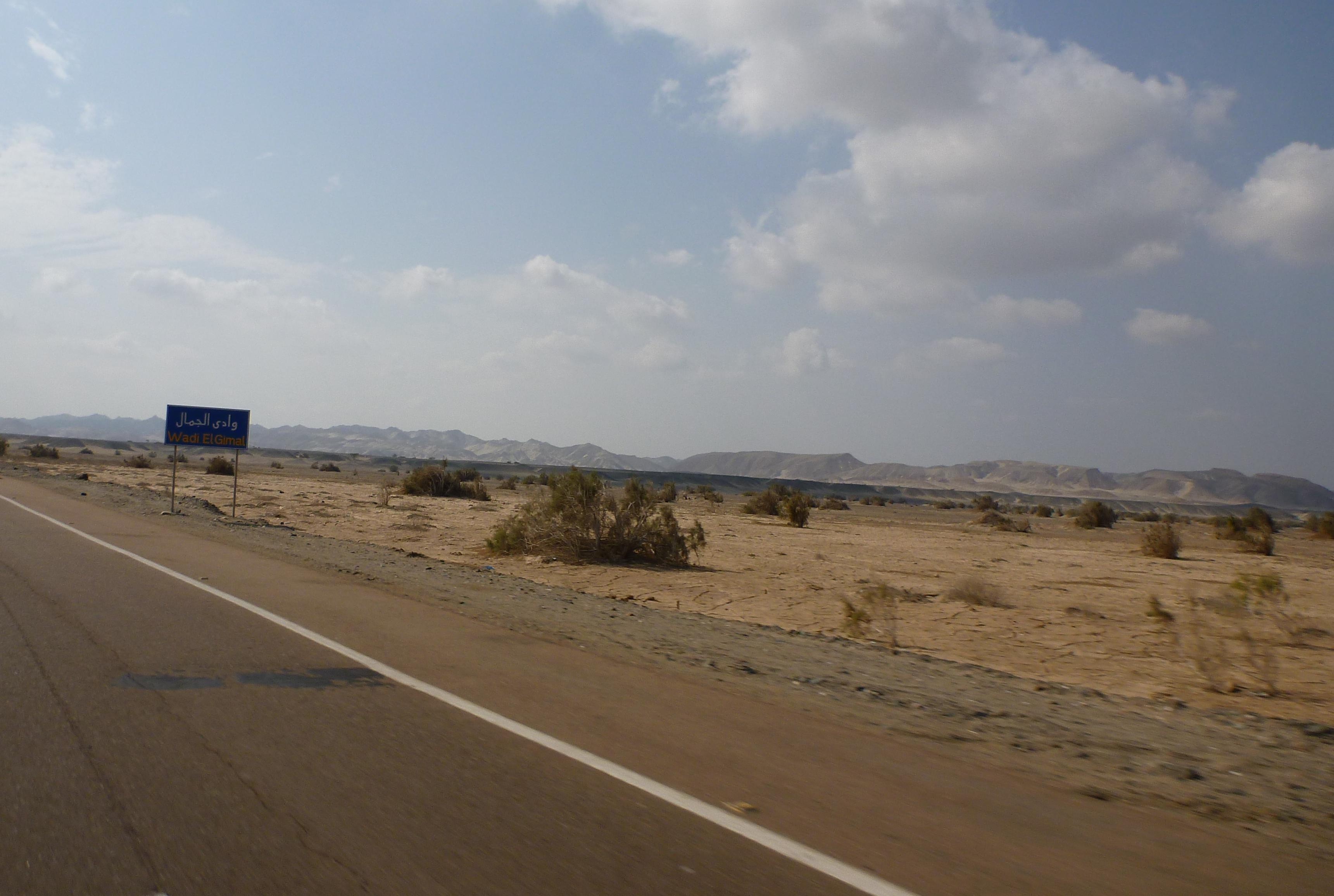
Eingang zum Park nahe der Küste des Roten Meeres

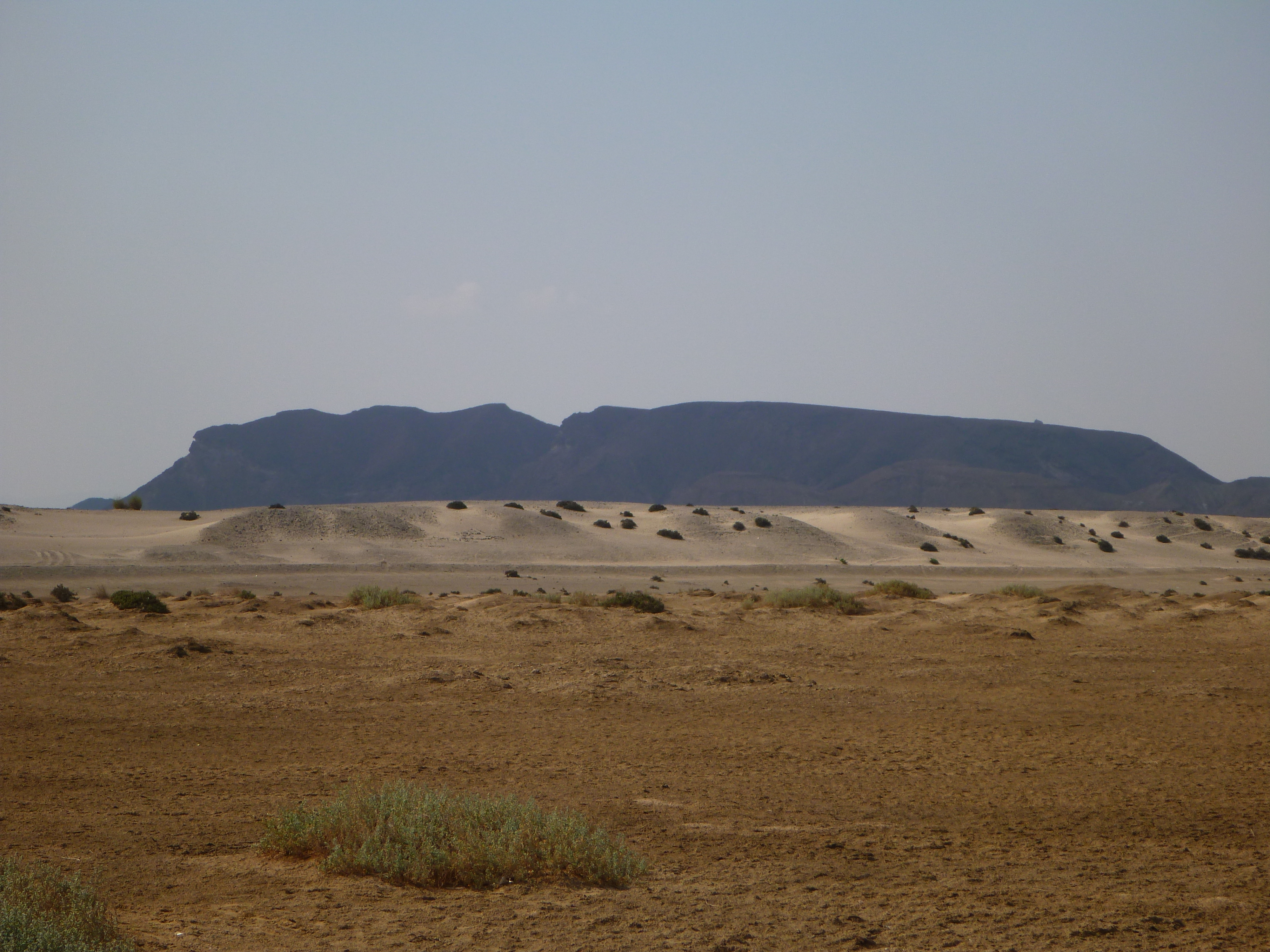
Gebirge im Park bei Abu Ghusun

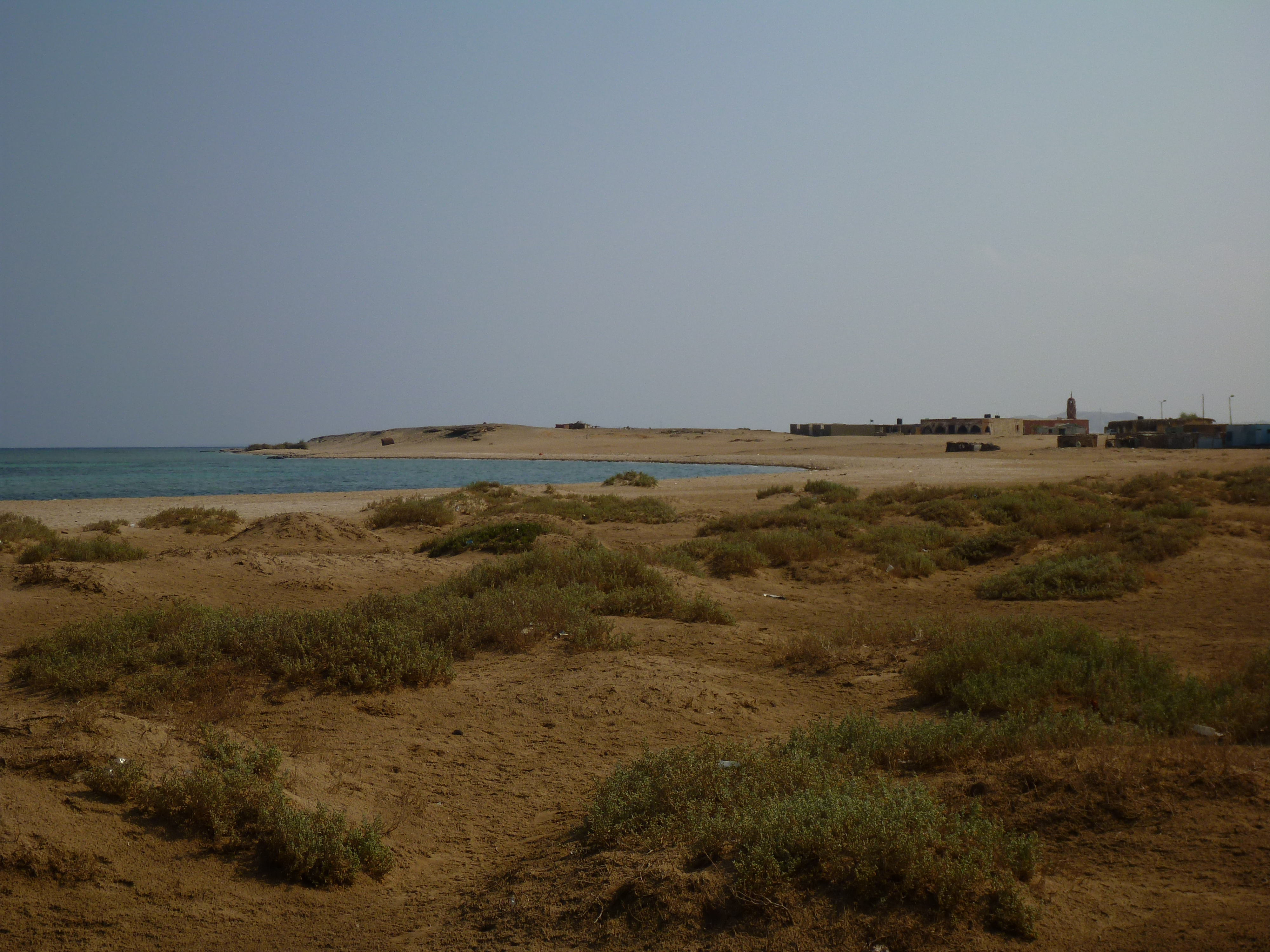
Küstenstreifen am Roten Meer nahe der Hamada

Der Nationalpark Wadi al-Gimal–Ḥamata (auch Wadi-el-Gemal-Nationalpark; benannt nach dem Wadi al-Gimal, arabisch وادي الجمال, DMG Wādī al-Ǧimāl, deutsch „Tal der Kamele“) ist einer von drei Nationalparks in Ägypten. Es werden unter anderem auch die Transkriptionen Gemel, Gimal, Gemal und Jimal verwendet. Mit einer Fläche von 7450 km² ist das kleinste der drei Schutzgebiete der Arabischen Wüste, nach den Schutzgebieten Elba und Wādī al-ʿAlāqī. Er befindet sich rund 50 Kilometer südlich von Marsa Alam und reicht von der Küste des Roten Meeres im Osten bis etwa zum Längengrad 34°28' Ost im Westen, also rund 70 Kilometer landeinwärts.

## Geographie
Die Riftauffaltung des Gebirgszuges am Roten Meer besteht aus zerklüfteten Basalt- und Granitformationen und erreicht ihre größte Höhe im Gebel (arab. = Berg) Shayib al-Banat mit 2187 m. Der Einzugsbereich der Niederschlagsfläche beträgt 1840 km² und reicht von der Nordflanke des Gebel Hamata im Süden bis zu der Südflanke des Gebel Nugrus im Norden. Weitere hohe Berge sind der Gebel Hafafit, Gebel Hamamid, Gebel Sartut und Gebel Sikeit.
Zum Naturschutzgebiet gehören noch andere Wadis wie Wadi Abu Ghusun, Wadi el Ringa und Wadi el Rada. Die Grenzen des terrestrischen Anteils sind das Hochland von Ras Baghdadi, Ras Hankorab und Sharm el-Luli Bay.
Integriert ist ein mangrovenbewachsener Küsten- und Meerstreifen von durchschnittlich 15 km Breite mit vier ebenfalls viele Mangroven tragenden Inseln des Qul'an-Archipels (auch Hamata Islands, vier Inseln von Nord nach Süd: Siyal, Shawarit, Umm al-Shayk, Mahabis, plus eine namenlose Gezeiteninsel) sowie der ganz im Norden des Gebiets liegenden Wadi el-Gamal Island, die sich am Horizont abzeichnen.

## Biodiversität
Der Park beherbergt viele verschiedene Arten. Hier leben Kamele und wilde Affen, die Mangrovenwäldern bieten Lebensraum für viele Vogelarten. Das Seegebiet beherbergt weiterhin Seegraswiesen in denen Seekühe, Meeresschildkröten und viele Fischarten Nahrung finden.
Bevor die Tierwelt der ostafrikanischen Savannen mit den Thomson- und Grantgazellen zu großer Bekanntheit gelangte, galt die Dorkasgazelle (Gazella dorcas) als typische Gazelle. Zwar handelt es sich um die größte Population Ägyptens, aber mit nur geschätzten 25–30 Tieren zählen sie zu den gefährdeten Arten. Die IUCN stuft die Art als gefährdet ein. Zudem trifft man im Park den scheuen, ebenfalls im Bestand gefährdeten Syrischen oder Nubischen Steinbock (Capra ibex nubiana).
Der Afrikanischen (Wild-)Esel (Equus asinus syn. E. africanus) ist schon in römischer Zeit aus weiten Teilen seines Verbreitungsgebietes verschwunden und in freier Wildbahn eine hochgradig gefährdete Art. Der Mähnenspringer (Ammotragus lervia) steht gestaltlich zwischen Schafen und Ziegen. Der Name Ammotragus kommt aus dem Griechischen und bedeutet wörtlich „Sandziege“, der vor allem im englischen Sprachraum gebräuchliche Name „Aoudad“ aus einer Berbersprache.
Auf dem Wadi el Gamal Island befindet sich die größte Kolonie des Schieferfalken (Falco concolor) weltweit. Seine Brutzeit ist von August bis September, im Oktober zieht er nach Madagaskar. Auf Grund ihrer geringen Anzahl stehen sie bereits auf der Roten Liste der International Union Conservation of Nature (IUCN). Die Insel wurde zudem von einer großen Kolonie (75 % des Gesamtbestandes) der ebenfalls gefährdeten, nur am Roten Meer und Golf von Aden brütenden Weißaugenmöwen (Larus leucophthalmus) – mit orangerotem Schnabel und tiefschwarzer Flügeldecke – okkupiert. Es gibt auch eine kleine Kolonie auf der Insel Giftun vor Hurghada, der größte Teil bevorzugt aber die Insel vor dem Wadi el Gamal. Beide Arten sind mittlerweile von der IUCN als bereits gefährdet eingestuft.

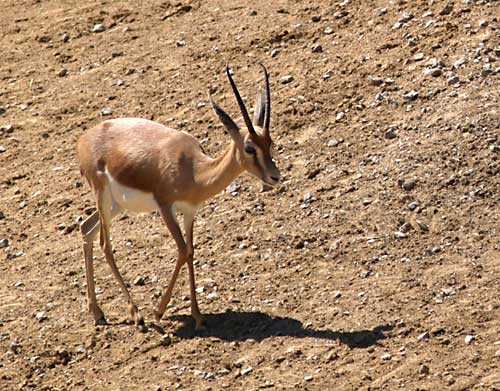
Dorkasgazelle
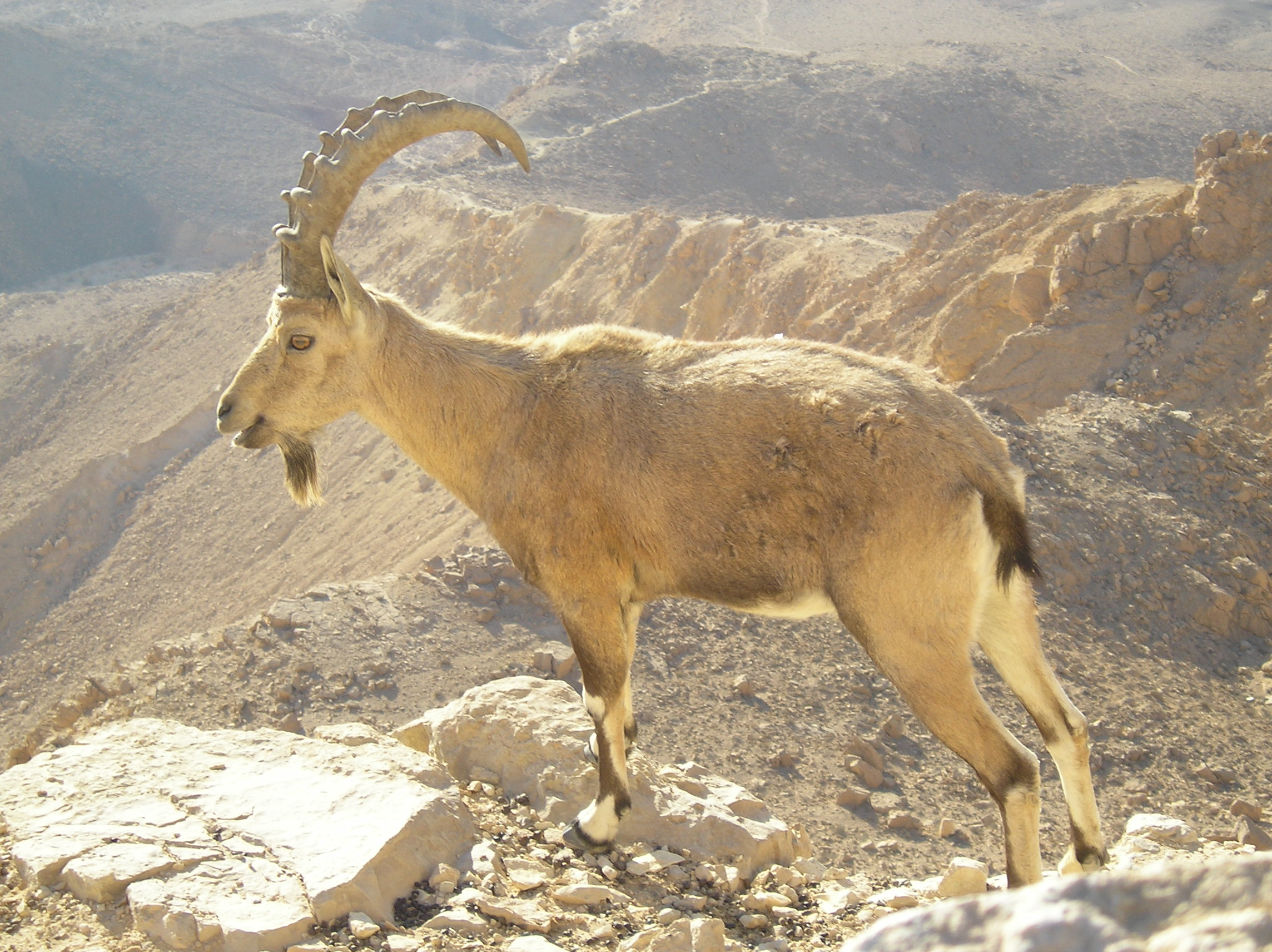
Nubischer Steinbock
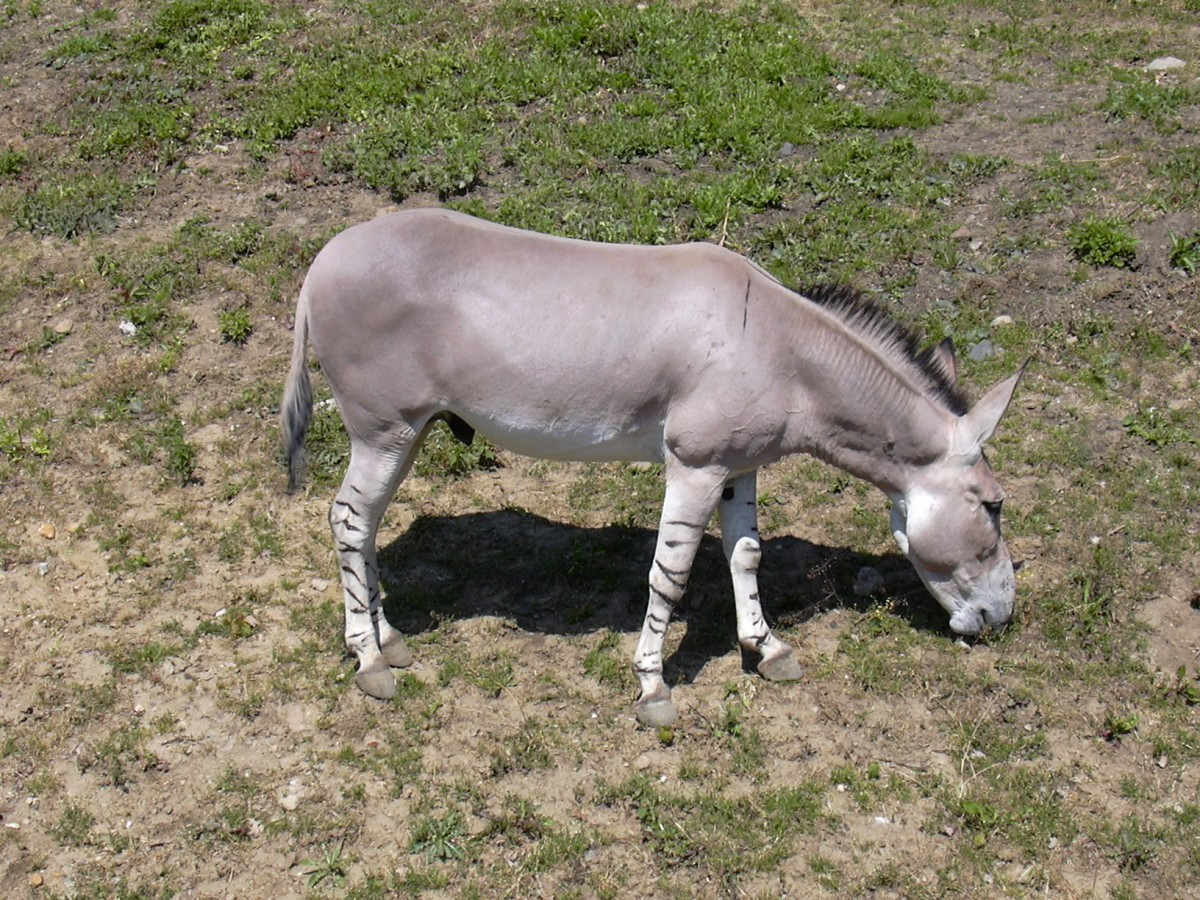
Afrikanischer Wildesel
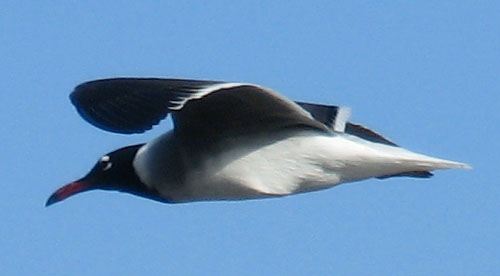
Weißaugenmöwe

## Besonderheiten

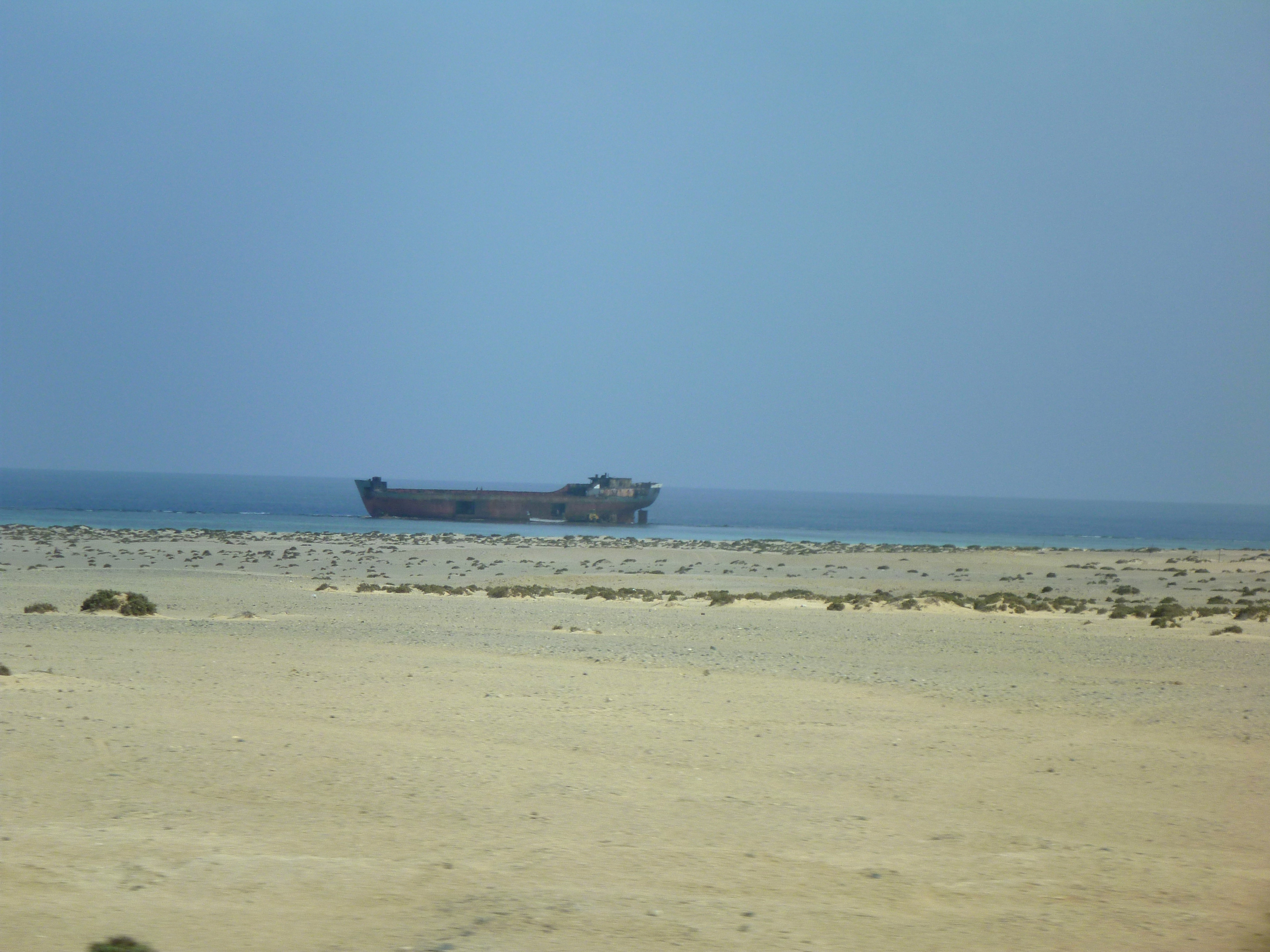
Wrack der Sea Lion I auf dem Riff im Park

Das Gebiet erhielt erst im Januar 2003 per Dekret den Status Naturpark und beherbergt, gemessen an den wüstenhaften Verhältnissen, eine vielfältige Tier- und Pflanzenwelt.
Es ist verboten, den Nationalpark ohne Ranger zu betreten, Fahrzeuge wie Geländemotorräder oder Quads sind offiziell nicht erlaubt.
Im Park befinden sich historisch bedeutende Plätze aus römischer und ptolemäischer Zeit.

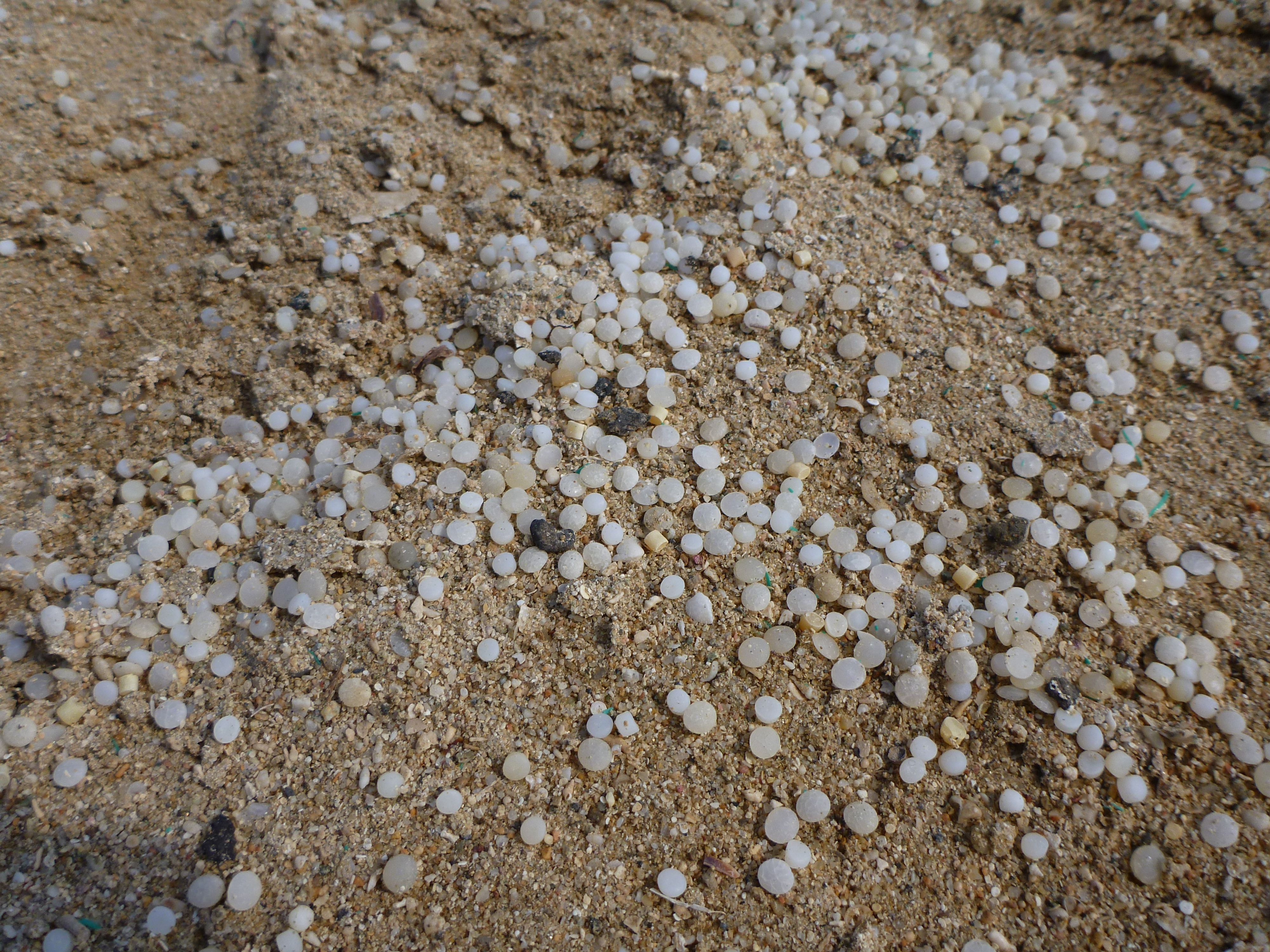
Plastikgranulat am Strand von Abu Ghusun (Abu Gosoon), Ladung der Hamada, die am 29. Juni 1993 am Riff verunglückt ist

Auf dem Riff, von der Straße aus sichtbar befindet sich das Schiffswrack der Sea Lion I. Etwas weiter südlich liegt bei Abu Ghusun (Abu Gosoon) die Hamada am Riff in einer Tiefe zwischen 10 und 18 Metern, das für Taucher zugänglich ist. Letzteres hatte Plastikgranulat geladen, die Reste dieser Ladung sind immer noch am Strand von Abu Ghusun zu finden.